# Traktat w Bukareszcie (1913)
Traktat w Bukareszcie (rum. Tratatul de la București; serb. Bukureštanski mir/ Букурештански мир; bułg. Договорът от Букурещ; gr. Συνθήκη του Βουκουρεστίου) – traktat międzynarodowy podpisany 10 sierpnia 1913 r. w Bukareszcie, pomiędzy Bułgarią a Rumunią, Serbią, Czarnogórą i Grecją, kończący II wojnę bałkańską.

## Geneza

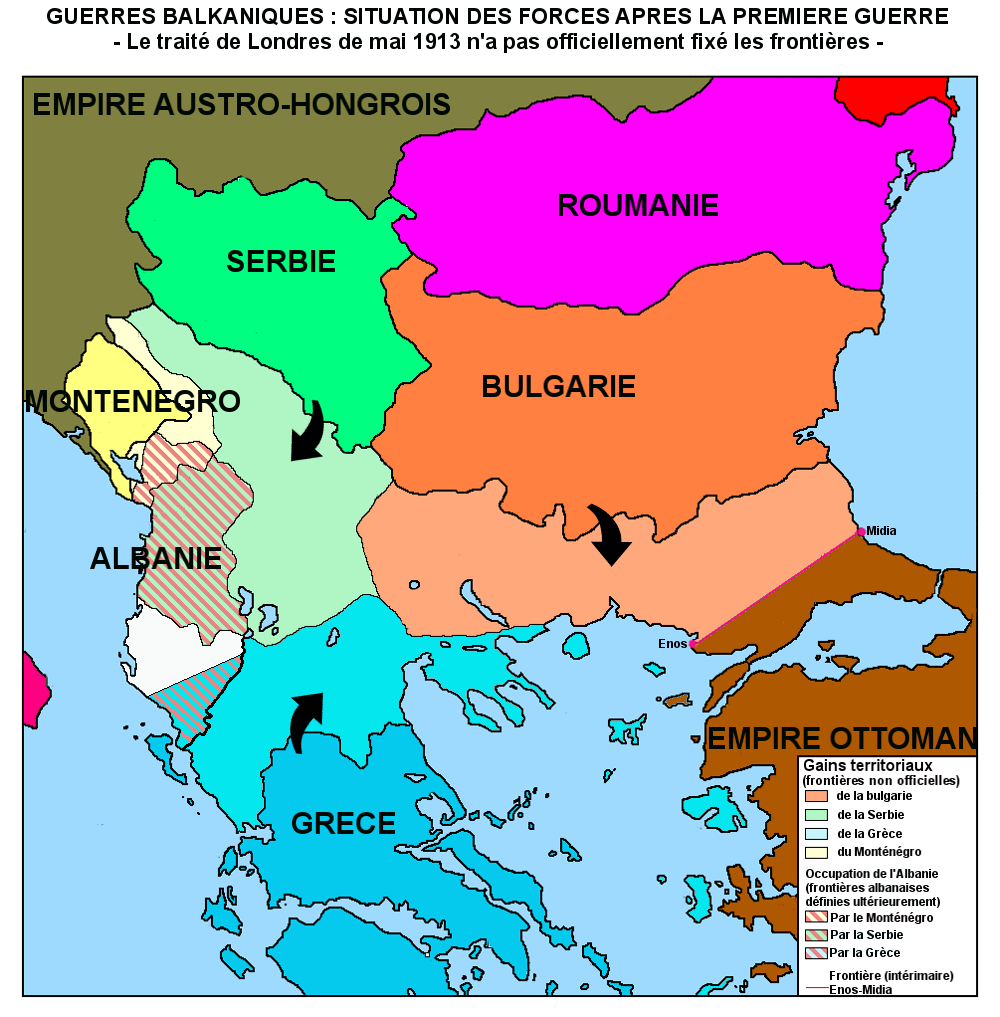
Terytoria zajmowane przez państwa po I wojnie bałkańskiej w 1912

30 maja 1913 r. traktat londyński zakończył I wojnę bałkańską, w wyniku której Turcja utraciła większość swojego europejskiego terytorium na rzecz państw bałkańskich z tzw. Ligi Bałkańskiej. Sam traktat nie precyzował podziału tych ziem między strony, co przyczyniło się do nieporozumień na tym tle. Z powodu niezadowolenia z podziału ziem macedońskich, strona bułgarska w nocy z 29 na 30 czerwca 1913 r. zaatakowała siły serbskie i greckie w Macedonii, rozpoczynając tym samym  II wojnę bałkańską. Po kilku dniach do walk przeciwko Bułgarii przystąpiły także Rumunia, Czarnogóra oraz Turcja.
W obliczu przegranej, władze Bułgarii zmuszone były wystąpić o rozejm i zakończenie walk. W celu wypracowania ustaleń pokojowych, w stolicy Rumunii odbyły się negocjacje pomiędzy Bułgarią a Rumunią, Serbią, Czarnogórą i Grecją. Odbywały się one w kilku podgrupach, po czym wypracowane rozwiązania zostały przyjęte na sesji generalnej i podpisane 10 sierpnia 1913 roku. Przedstawiciele Turcji nie uczestniczyli w negocjacjach i podpisali odrębne traktaty regulujące przebieg granicy: z Bułgarią w dniu 29 września 1913 r. w Konstantynopolu oraz z Grecją 11 listopada 1913 r. w Atenach.

## Postanowienia

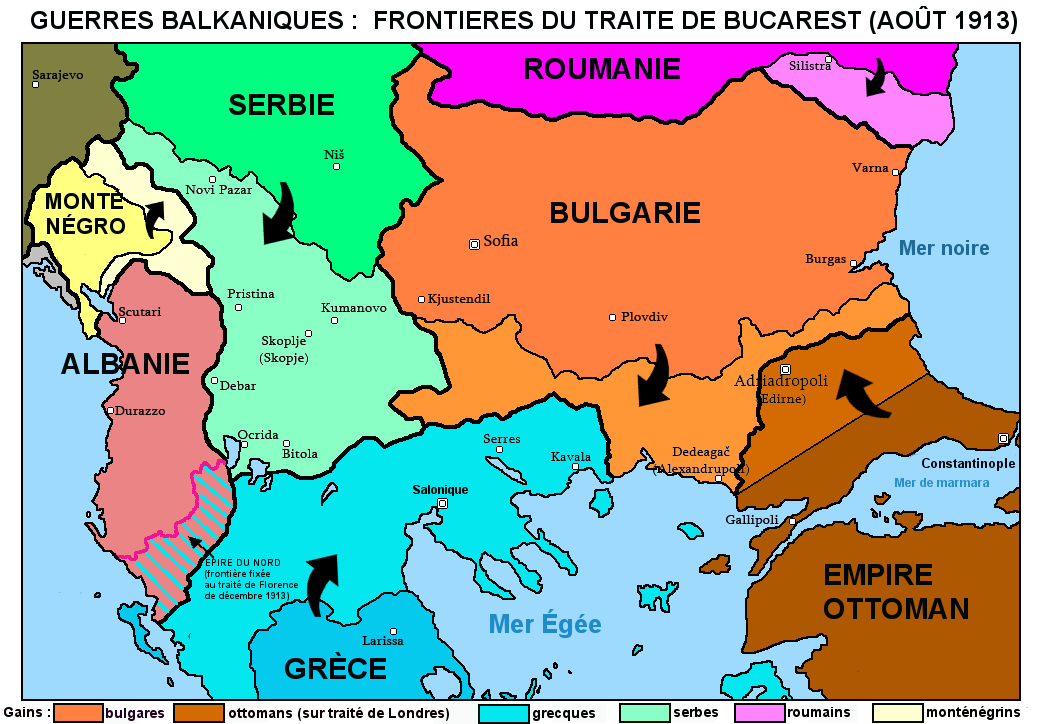
Granice państw bałkańskich po traktacie w Bukareszcie w 1913

Zgodnie z traktatem, strony ustanawiały między sobą pokój, a w dalszych punktach szczegółowo opisywały przebieg granic, sposób ich delimitacji i demarkacji, kwestie dotyczące wojska bułgarskiego oraz sprawę jeńców wojennych. Traktat, po podpisaniu, miał zostać ratyfikowany przez wszystkie strony w terminie nieprzekraczającym 15 dni, a dokumenty ratyfikacyjne miały zostać złożone w Bukareszcie.
Granica rumuńsko-bułgarska została wyznaczona wzdłuż linii ciągnącej się od Dunaju powyżej Tutrakanu do Morza Czarnego na południe od Kranewa. Dodatkowo, Bułgaria miała w okresie maksymalnie dwóch lat zlikwidować istniejące fortyfikacje wojskowe i nie wznosić nowych w miastach Ruse i Szumen oraz w 20-kilometrowej strefie wokół miasta Bałczik. W wyniku tych ustaleń, w granice Rumunii przyłączone zostały ziemie południowej Dobrudży o powierzchni około  6960 km², zamieszkane przez 286 tys. mieszkańców.
Granica serbsko-bułgarska została wyznaczona wzdłuż linii od szczytu Patarika przez dział wodny między rzekami Wardar i Struma (z wyłączeniem doliny rzeki Strumicy, która przypadła Bułgarii) do pasma górskiego Bełasica i granicy grecko-bułgarskiej. W rezultacie, Serbii przypadła część Kosowa i większość ziem środkowej Macedonii, w tym takie miasta jak Ochryda, Sztip, Koczani i Bitola. Terytorium Serbii wzrosło z 48 300 km<² do 87 780 km², natomiast liczba ludności o ponad 1,5 mln.
Granica grecko-bułgarska została wyznaczona wzdłuż linii zaczynającej się na wzgórzu Bełasica na granicy serbsko-bułgarskiej do ujścia rzeki Mesta do Morza Egejskiego. Bułgaria zrzekała się również wszelkich roszczeń do Krety, która została ostatecznie przejęta przez Grecję 14 grudnia 1913. W wyniku ustaleń, do Grecji została przyłączona większa część Epiru, południowa część Macedonii oraz część wybrzeża egejskiego, w tym Saloniki. Powierzchnia Grecji wzrosła z 64 790 km² do 108 610 km², a liczba jej ludności z 2,66 mln do 4,36 mln. Bułgaria zachowała wybrzeże egejskie o długości ok. 110 km, z jedynym większym portem w Dedeagats.
Delimitacją każdej z trzech granic miały zająć się specjalne komisje, powołane w ciągu 15 dni od podpisania traktatu, składające z równej liczby członków z obu stron. Do ich kompetencji należała także późniejsza demarkacja granicy w terenie. W przypadku nieporozumień na tym tle, dwie strony mogły poprosić zaprzyjaźniony rząd o arbitraż, którego ustalenia miały być ostateczne.
Ostatecznie, choć Bułgaria musiała odstąpić ościennym państwom część swych ziem, w wyniku wojen bałkańskich zyskała terytorium o łącznej powierzchni 25 030 km², obejmujące Macedonię Pirińską, zachodnią Trację oraz ponad stukilometrowy odcinek wybrzeża egejskiego. Liczba jej ludności wzrosła natomiast o 129,5 tys. mieszkańców.
Rząd bułgarski zobowiązał się do rozpoczęcia redukcji liczebności swojej armii do stanu sprzed wojny, w dzień po notyfikacji podpisania traktatu bułgarskiemu dowództwu wojskowemu. Proces opuszczania utraconych przez Bułgarię ziem powinien rozpocząć się natychmiast po demobilizacji armii bułgarskiej i zakończyć nie później niż po 15 dniach. W tym czasie stacjonujące tam wojska wszystkich walczących stron miały prawo do rekwizycji za rekompensatą oraz korzystania z linii kolejowych.
Po ratyfikacji traktatu, tak szybko jak to możliwe, rozpocząć się miał proces wymiany jeńców wojennych. W tym celu wszystkie strony miały powołać specjalnych komisarzy, zajmujących się tą kwestią. Po zakończeniu tego procesu strony miały przedstawić całościowe koszty utrzymania i opieki nad jeńcami. Różnica pomiędzy kwotami przedstawionymi przez Bułgarię wobec każdego z pozostałych państw a kwotami przedstawionymi przez te państwa wobec Bułgarii miała być zwrócona państwu, które przedstawiło kwotę wyższą.

## Ocena traktatu

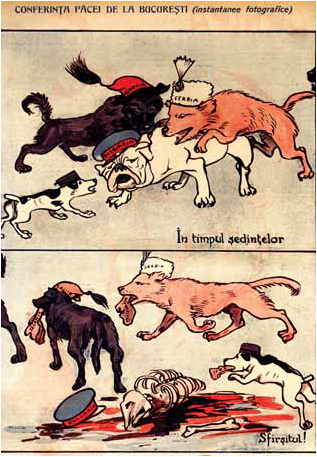
Rysunek satyryczny, ilustrujący przegraną Bułgarii

Warunki traktatowe narzucone na Bułgarię nie spełniały jej oczekiwań, z jakimi przystępowała do wojen bałkańskich. Terytorium, jakie ostatecznie opanowała, było w znacznej mierze okrojone. Zwłaszcza, że nie zyskała większości ziem macedońskich, zamieszkanych przez etnicznych Bułgarów, które były jej głównym celem podczas obydwóch wojen. Utraciła ponadto przejściowo zajmowany rejon wokół Ochrydy i Bitoli. W połączeniu ze zdobyciem relatywnie niedużego wybrzeża egejskiego, Bułgaria zmuszona została do rezygnacji z planów hegemonii na Bałkanach. W rezultacie, w polityce zagranicznej zaczęła szukać poparcia i zacieśniła stosunki z Austro-Węgrami.
Rumunia zyskała najwięcej w stosunku do swojego zaangażowania. Jednakże wciąż pozostała z problemem Rumunów zamieszkujących przygraniczne ziemie w Austro-Węgrzech oraz Rosji. Grecja, pomimo znacznych nabytków terytorialnych, nie była w pełni zadowolona z rezultatu wojen. Nie była usatysfakcjonowana podziałem wysp Morza Egejskiego oraz sprzeciwem Włoch wobec jej roszczeń do południowej Albanii. Poza jej granicami zamieszkiwało nadal 3 mln Greków.
Głównymi brakami traktatu był również podział dawnych ziem tureckich w sposób nieodzwierciedlający ich charakteru etnicznego. Także ustalenia, najbardziej godzące w Bułgarię, spowodowały, że nie traktowała ich jako trwałych rozwiązań.